# Korelicze (gmina)
Korelicze – dawna gmina wiejska istniejąca do 1939 roku w woj. nowogródzkim (obecnie na Białorusi). Siedzibą gminy było miasteczko Korelicze (799 mieszk. w 1921 roku).
W okresie międzywojennym gmina Korelicze należała do powiatu nowogródzkiego w woj. nowogródzkim. Po wojnie obszar gminy Korelicze wszedł w struktury administracyjne Związku Radzieckiego.